# Культ особи Сталіна

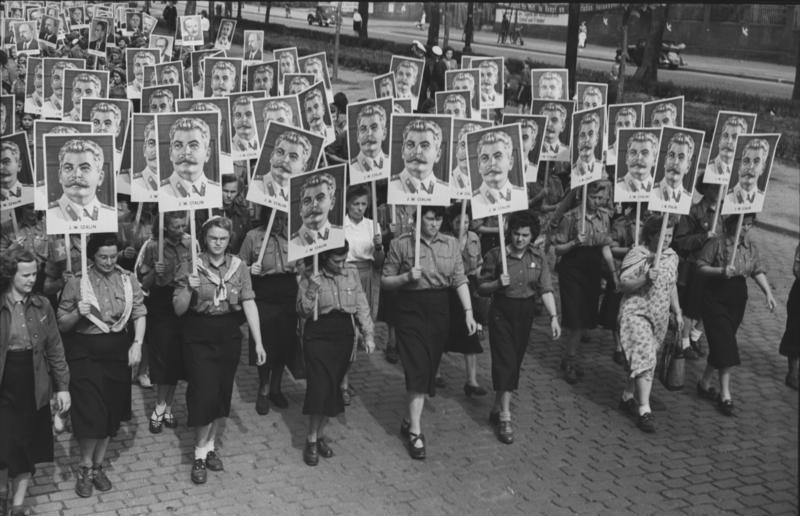
Східний Берлін, Німеччина. 9 вересня 1951

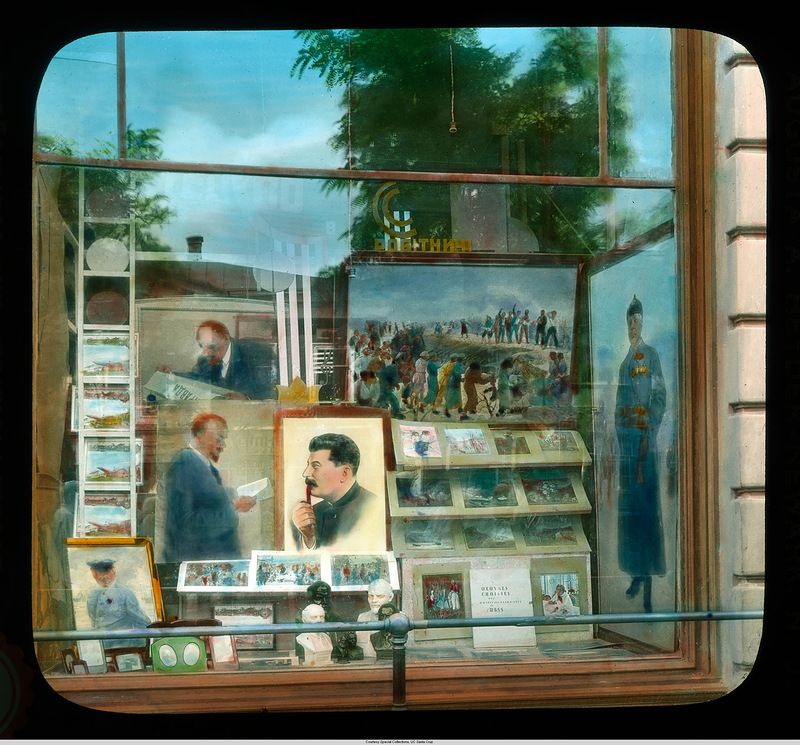
Вітрина книжкового магазину в Одесі. 1931 рік

Культ особи Сталіна — звеличення особистості Йосипа Сталіна радянськими та сучасними російськими засобами масової пропаганди, в творах мистецтва, державних документах, законах.
Поняття «культ особи Сталіна» набуло широкого поширення після доповіді 1956 М. С. Хрущова «Про культ особи та його наслідки» та постанови ЦК КПРС «Про подолання культу особи і його наслідків».

## Витоки
Марксизм-ленінізм, ідеологічна основа Радянської влади, виходячи з марксистського положення про рівність, теоретично відкидає вождизм, обмежуючи «роль особистості в історії». У той же час деякі вчені вважають вождизм природним наслідком практичного соціалізму. Наприклад, російський філософ М.О. Бердяєв вважав, що «Ленінізм є вождизмом нового типу, він висуває вождя мас, наділеного диктаторською владою». Після Жовтневого перевороту 1917 року в РРФСР та СРСР вождизм набув латентного характеру.
Виникнення культу особи Йосипа Сталіна є наслідком політичної культури, насамперед, росіян та спрямованої діяльності вищого радянського, а пізніше і російського керівництва.

## Культ особи Сталіна в СРСР
В сталінський період радянська пропаганда створила навколо імені Сталіна ореол непогрішимого вождя. Після здобуття Йосипом Сталіним всієї повноти влади, стосовно нього часто використовувалися і були майже обов'язкові в офіційних публіцистиці і риториці титули «великий вождь», «великий вождь і вчитель», «батько народів», «великий полководець», «геніальний учений», «кращий друг (вчених, письменників, фізкультурників і ін.)» тощо.
З огляду на оголошення Йосипа Сталіна теоретиком марксизму-ленінізму його образ містився в одному ряду з Карлом Марксом, Фрідріхом Енгельсом і Володимиром Леніним, а стосовно назви панівної ідеології, марксизму-ленінізму, часто використовувався термін «сталінізм», який пізніше став поняттям-визначенням створеного ним політичного режиму з негативною оцінкою-осмисленням.

## Культ особи Сталіна в Росії
У 2007 році з твердженням, що «Сталін зробив більше хорошого, ніж поганого», були згодні 15% росіян. У 2011 році ця частка зросла до 26%. 
У Росії наразі домінує позитивне ставлення до Сталіна (59%), а переживання негативних почуттів щодо нього поступово знижувалось і наразі складає близько 10%. 45% опитаних ставляться до Сталіна з повагою, тоді як в Україні ця частка складає 15%. В Україні 17% респондентів ставляться до Сталіна з ненавистю і 15% з неприязню, а в Росії – лише 2% та 5% відповідно.